# Federal Correctional Institution, Dublin
Federal Correctional Institution, Dublin (FCI Dublin) är ett federalt kvinnofängelse och är belägen i Dublin, Kalifornien i USA. Fängelset förvarar intagna som är klassificerade för säkerhetsnivåerna "låg" och "öppen anstalt" (Federal Prison Camp, Dublin). FCI Dublin förvarade totalt 505 intagna för november 2022.

## Historik
Fängelset invigdes 1974 som ett federalt ungdomsfängelse för både manliga och kvinnliga intagna för åldrarna 18–26 år. Tre år senare beslutade den federala fängelsemyndigheten Federal Bureau of Prisons att göra om FCI Dublin till ett vuxenfängelse, det blev dock först ett kvinnofängelse men 1980 blev det ett fängelse för både manliga och kvinnliga intagna. År 2012 blev FCI Dublin åter endast ett kvinnofängelse.

## Intagna
Personer som varit intagna på FCI Dublin är bland andra Heidi Fleiss, Lynette Fromme, Patty Hearst, Felicity Huffman, Pavlo Lazarenko, Lori Loughlin, Allison Mack, Michael Milken och Sara Jane Moore.